# きよめ
きよめ（伎欲米、清、浄、清目など）は、汚穢・不浄の物の清掃に従事した特定の身分の人々。呼称として使われだしたのは、京都からで、遅くとも平安時代末期からである。「きよめる」事それ自体は、元来「きよめ」の理念が極めて重んじられていたのに対応して重視され、それに携わる人が卑賎視を蒙るものではなかった。しかし、宮廷での野犬掃討の任務である「犬狩り」が次第に下層の身分の官人の職務へと移り、最終的には都市の賎民の専業となりきったのと同様に、身分的に極度の卑賎視を蒙った人々の専業と化していく。

## 「きよめ」の概念
横井清によれば「きよめ」という理念は元々、汚穢・不浄とされる対象（穢れ）を排除して清浄な状態・境地を回復する事を指す言葉として奈良時代以前から用いられていたという。例えば葬式の会葬者に配られる塩、土俵上で力士が撒く塩、料理店の入り口に盛る塩など、「清塩」「盛塩」などを「きよめ」と略称する風習もそれであるといい。古来の「清祓（きよはらえ・きよめはらう）」の行事は無論、高貴の家の台所を「御清所（おきよどころ）」、そこに働いた上役の女性を「御清（おきよ）」といい、それが転じて女中・下女を「お清」と言い習わすようになったという。更に日本人の名に「きよ」の語が入る例が多いことなども、全てこの「きよめ」の理念に淵源を発するものであるという。

## 「きよめ」身分の登場
1016年の『左経記』によれば、検非違使が御所の近くに死体があると天皇をその穢れから守るために、河原人に処理させていたとある。
特定の賎民を指して「きよめ」と呼んだ最初の例は鎌倉時代前期、1239～1240年頃の成立かとも推定されている藤原信実編『今物語』に治まる一説話で、それによると、五位の蔵人が京都の一条にあった革堂（こうどう）に参詣した時美女に会い、後をつけていくとその女は「一条河原」（鴨川の一条河原）の「きよめが家（きよめの家）」に入ったという。ここにいう「きよめ」を彼是の同時代の史料・資料を併せ考えると「河原」に住んでいた「穢多」と推察され、鎌倉末の国語辞書『塵袋』には「キヨメヲエタト云フ」とある事に一致する。
特に中世後期には「きよめ」の語は賎民の一部を指す呼称として世間一般に通用するようになり、近世初頭の近畿地方の一部では太閤検地の段階で散所と共に「かわた（皮太・革多）」の呼称へ変化した。
きよめの仕事である死体の処理とかわたの役務であった皮革業を関連付ける事は容易である。

## 実例
現在の神戸市灘区の殆どにあたる菟原郡都賀荘の篠原村の南、現・都賀地区には「きよめ」と呼ばれる賎民が一定の集落を形成していたという事が落合重信の紹介で明らかになった。彼らの記録は中世賎民部落がそのまま近世皮多部落となった珍しい例である。
成立については「村の春日神社は、篠原村の豪族若林氏が中世奈良から分霊してきたもので、都賀の部落民はそのときいっしょに奈良から連れてこられたものであると言い伝えられる。
史料に見える最古のものは、文安4年（1447年）の「夏麦山手注文」という入会用益に対する負担を証した書類で、そこからきよめ村が奥山手春納分250文、口山手分50文の二口、計300文を納めており他村に引けを取らない大きな権利であった。
文明2年（1470年）9月の「都賀荘公文名地帳」では小村と肩書きされた9名の作人がみられる。「小村」とは荘園に対し雑役を担った被差別部落の名前である事が多く、またそれを支配する主郷を「中村」と呼ぶ事が多い。
天正19年（1591年）の「若林久大夫分山手之指出之事」では「百五十文　是ハ夫之給也　きよめ」という記載があり、若林久大夫は都賀荘の有力荘官であり先に述べた豪族の家系である。天文年間にきよめ村の入会権は若林家の持山の入会に替わり、その負担はかつての半分に減っており、きよめは若林家に対して夫役を負う事によって山手銭を免除されていた。なおこの文章では他の村には「村」を付けて呼んでいるのに対しきよめだけは単に「きよめ」とある。
また天正19年付けの「摂津一国高改帳」（元和3年）では皮田村となっている。
明治維新の頃に各地のかわた村が改名される中「新生村」と改め、その後「都賀村」となり、明治22年には六甲村の一部となった。